# Louis-Marie-Victor d’Aumont

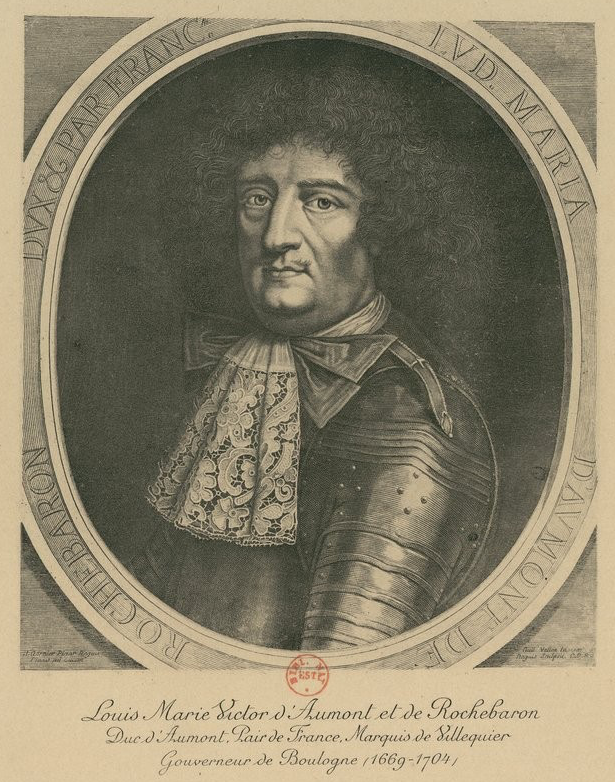
Louis Marie Victor d‘Aumont et de Rochebaron, Duc d’Aumont, Pair de France, Marquis de Villequier, Gouverneur de Boulogne

Louis-Marie-Victor d’Aumont de Rochebaron (* 9. Dezember 1632 in Paris; † 19. März 1704 ebenda) war ein französischer Hochadliger, Militär und Hofbeamter aus dem Haus Aumont.
Er war 2. Duc d’Aumont, Pair de France, Marquis de Villequier, Isles et Nolay, Comte de Berzé, Baron de Chappes, Rochetaillé, Joncy, Étrabonne, Convez et Molinot, Seigneur de Lys, La Mothe, La Forest, Grailly et La Tour-Brillebault, Premier Gentilhomme de la Chambre du Roi , Maréchal de camp etc.

## Leben
Louis-Marie-Victor d’Aumont ist der Sohn von Antoine d’Aumont, 1. Duc d’Aumont (1601–1669), und Catherine Scarron, Dame de Vaures (oder Vayres). Er war zunächst unter dem Namen Marquis de Chappes bekannt.

### Französisch-Spanischer Krieg (1635–1659)
Er erhielt am 26. November 1644 als Colonel die Kompanie der Chevaulegers, die nach dem Tod seines Onkels Charles d’Aumont, Marquis d'Aumont, am 5. Oktober 1644, vakant war. Er stellte aufgrund eines Auftrags vom 5. Februar 1646 ein Kavallerieregiment mit seinem Namen auf und diente im selben Jahr als Freiwilliger bei der Belagerung von Dünkirchen (September/Oktober 1646) und im Jahr darauf bei der Belagerung von La Bassée (Juli 1647). Er führte sein Regiment bei der Belagerung von Ypern und der Schlacht bei Lens (20. August 1648).
Am 5. Januar 1651 nahm er den Namen Marquis de Villequier an, nachdem sein Vater, der zum Marschall von Frankreich ernannt worden war, den Namen Maréchal d'Aumont angenommen hatte. Am 3. Juni desselben Jahres erhielt er einen neuen Auftrag, um in Abwesenheit seines Vaters in Boulogne und Umgebung das Kommando zu übernehmen und wurde als Nachfolger en survivance seines Vaters Hauptmann der 4. Kompanie (der 3. französischen Kompanie) der Garde du corps du roi. Am 14. Juli 1652 wurde ihm der Rang eines Maréchal de camp verliehen.
Er diente 1653 bei der Belagerung von Sainte-Menehould, 1654 bei der Belagerung von Stenay und der Unterstützung von Arras (Juli/August), 1655 bei der Belagerung von Landrecies (Juni/Juli), Condé und Saint-Ghislain, 1656 bei der Belagerung von und in der Schlacht bei Valenciennes (16. Julj), 1657 bei der Belagerung von Montmédy und befehligte während der Winter all dieser Feldzüge Boulogne und das Boulonnais, das ihm am 26. Februar 1658 als Nachfolger en survivance seines Vaters zur Regierung übertragen wurde.
Er war in der Schlacht in den Dünen (Juni 1658) und der Einnahme von Dünkirchen, den Belagerungen von Bergues (Juni/Juli), Veurne, Oudenaarde, Menen und Ypern im selben Jahr dabei. Nachdem der Pyrenäenfriede im Jahr 1659 die Feindseligkeiten beendet hatte, wurde sein Regiment auf Befehl vom 18. April 1661 bis auf eine Kompanie entlassen.
Bei der Wiederherstellung seines Regiments als Régiment des Cuirassiers du Roi wurde er am 2. Dezember 1665 zum Mestre de camp und Lieutenant ernannt; mit Befehl vom 7. Dezember stellte er das Regiment seines Namens wieder auf.

### Devolutionskrieg
Kurz vor Beginn des Devolutionskriegs (1667/68), am 5. Mai 1667 wurde er Brigadier der Kavallerie und diente in dieser Eigenschaft bei den Belagerungen von Tournai (Juni), Douai (Juli) und Lille (August). Im Januar 1668 trat er vom Kommando seines Kürassierregiment zurück und wurde am 3. April ernannt, um die Kavallerie der Armee zu befehligen, die unter dem Oberkommando des Herzogs von Orléans stehen sollte. Nachdem am 2. Mai der Friede von Aachen geschlossen worden war, wurde am 24. Mai das Kavallerieregiment seines Namens entlassen.
Mit dem Tod seines Vaters am 11. Januar 1669 wurde Herzog und Pair, er nahm den Titel Duc d‘Aumont an. Am 10. März desselben Jahres wurde er zum Premier Gentilhomme de la Chambre du Roi ernannt (er hatte das Amt für 600.000 Livres vom Duc de Mortemart gekauft) und legte am 11. März den Eid ab; von seinem Amt als Capitaine der Garde du Corps trat er zurück. Er folgte dem König 1672 und 1673 nach Flandern und Holland, stellte nach einem Auftrag vom 10. Dezember 1673 ein Kavallerieregiment seines Namens auf, trat im März 1677 von diesem Regiment zurück und begleitete den König auf allen seinen Feldzügen.
In dem 1688 beginnenden Pfälzischen Erbfolgekrieg stellte er mit einer Kommission vom 20. August noch einmal ein Kavallerieregiment seines Namens auf, wurde am 31. Dezember desselben Jahres zum Ritter im Orden vom Heiligen Geist ernannt, folgte dem König zu den Belagerungen von Mons (März/April 1691) und Namur (Mai/Juni), trat im Januar 1692 von seinem Regiment zurück und diente nur noch in der Begleitung des Königs.
Louis-Marie-Victor d’Aumont starb unerwartet am 19. März 1704 in Paris.

## Ehen und Nachkommen
Louis-Marie-Victor d’Aumont heiratete am 21. November 1660 in Paris in erster Ehe Madeleine Fare Le Tellier (* um 1646; † 22. Juni 1668), Tochter von Michel III. Fare Le Tellier, Marquis de Barbezieux, Seigneur de Chaville et Louvois, Kanzler von Frankreich, und Elisabeth Turpin de Vauvredon, Nichte von Louvois. Kinder dieser Ehe sind:
- Sohn (* 1666; † 1667), genannt Marquis de Villequier
- Louis d’Aumont de Rochebaron (* 19. Juni 1667; † 6. April 1723), Marquis de Villequier, dann 3. Duc d’Aumont und Pair de France, Premier Gentilhomme de la Chambre du Roi, Maréchal de camp, Ritter im Orden vom Heiligen Geist; ⚭ 17. Dezember 1690 Olympe de Brouilly de Piennes, Marquis de Piennes (* um 1660; † 23. Oktober 1723), älteste Tochter von Antoine V., Marquis de Piennes, und Françoise Godet
- Sohn († September 1669), genannt Chevalier d‘Aumont
- Marie-Madeleine-Elisabeth Fare d‘Aumont (* 1662; † 20. November 1728[1]); ⚭ 14. Oktober 1677 Jacques-Louis de Béringhen, Marquis de Béringhen et Chateauneuf (Bretagne), Comte du Plessis-Bertrand, Seigneur d’Arminvilliers et Grez, Premier Ècuyer et Chevalier des Ordres du Roi († 1. Mai 1723), Sohn von Henri de Béringhen, Premier Écuyer du Roi, und Anne du Blé-d’Uxelles
- Anne-Charlotte d’Aumont (* 1664; † 15. April 1724); ⚭ 4. Februar 1683 François-Joseph de Créquy, Marquis de Créquy, Lieutenant-général (* 1662; † 15. August 1702), Sohn von François de Créquy, Marquis de Marines, Maréchal de France, und Catherine de Rougé

Am 28. November 1669 heiratete er in Paris in zweiter Ehe Françoise Angélique de La Mothe-Houdancourt, genannt de Toucy, Dame de Fayel (* 1650; † 5. April 1711), älteste Tochter von Philippe de La Mothe-Houdancourt, Duc de Cardone, Marschall von Frankreich, und Louise de Prie, Marquise de Toucy. Einziges Kind aus dieser Ehe ist:
- Louis-François d’Aumont (* 30. März 1671; † 6. November 1751 in Paris), Marquis de Chappes, Duc d’HumIères, Lieutenant-général; ⚭ 15. Mai 1690 Anne-Louis Julie de Crevant d’Humières (* 1665; † 19. November 1748) Tochter von Louis de Crévant, Duc d’Humières, Maréchal de France, und Louise-Antoinette de La Châtre

Darüber hinaus hatte er einen unehelichen Sohn von einer unbekannten Frau:
- Louis, legitimiert als Louis d‘Aumont, genannt de Joncy (* um 1675; † 9. Mai 1747), Seigneur de Joncy, Capitaine und dann Major im Régiment de Béringhen cavalerie, Dezember 1739 geadelt; ⚭ ? Miole